# Nooit Opgeven Altijd Doorzetten Aangenaam Door Vermaak En Nuttig Door Ontspanning Combinatie Breda 2013-2014
Questa voce raccoglie le informazioni riguardanti il NAC Breda nelle competizioni ufficiali della stagione 2013-2014.

## Maglie
| Casa | Trasferta | Terza divisa |

## Rosa
| N. |                        | Ruolo | Calciatore          |
| -- | ---------------------- | ----- | ------------------- |
| 1  | Paesi Bassi (bandiera) | P     | Jelle ten Rouwelaar |
| 2  | Belgio (bandiera)      | D     | Sepp De Roover      |
| 3  | Paesi Bassi (bandiera) | D     | Henrico Drost       |
| 5  | Paesi Bassi (bandiera) | D     | Kees Kwakman        |
| 6  | Paesi Bassi (bandiera) | C     | Tim Gilissen        |
| 7  | Paesi Bassi (bandiera) | A     | Elson Hooi          |
| 8  | Paesi Bassi (bandiera) | C     | Jeffrey Sarpong     |
| 9  | Paesi Bassi (bandiera) | A     | Adnane Tighadouini  |
| 10 | Serbia (bandiera)      | C     | Uroš Matić          |
| 11 | Paesi Bassi (bandiera) | C     | Joey Suk            |
| 14 | Paesi Bassi (bandiera) | A     | Rydell Poepon       |
| 15 | Paesi Bassi (bandiera) | A     | Danny Verbeek       |

| N. |                        | Ruolo | Calciatore        |
| -- | ---------------------- | ----- | ----------------- |
| 17 | Paesi Bassi (bandiera) | A     | Anouar Hadouir    |
| 18 | Croazia (bandiera)     | A     | Stipe Perica      |
| 21 | Ungheria (bandiera)    | P     | Gábor Babos       |
| 20 | Paesi Bassi (bandiera) | A     | Mats Seuntjens    |
| 22 | Belgio (bandiera)      | D     | Gill Swerts       |
| 23 | Paesi Bassi (bandiera) | C     | Jordy Buijs       |
| 24 | Paesi Bassi (bandiera) | C     | Peter Gommeren    |
| 27 | Paesi Bassi (bandiera) | D     | Boldizsár Bodor   |
| 28 | Paesi Bassi (bandiera) | D     | Kenny van der Weg |